# 606
El 606 (DCVI) fou un any comú començat en dissabte del calendari julià.

## Esdeveniments
Països Catalans
Resta del món
- Gran Bretanya: Cearl succeeix a Pybba com a rei de Mèrcia.

## Necrològiques
- 22 de febrer. Sabinià I, papa de Roma.